# مینی سیام

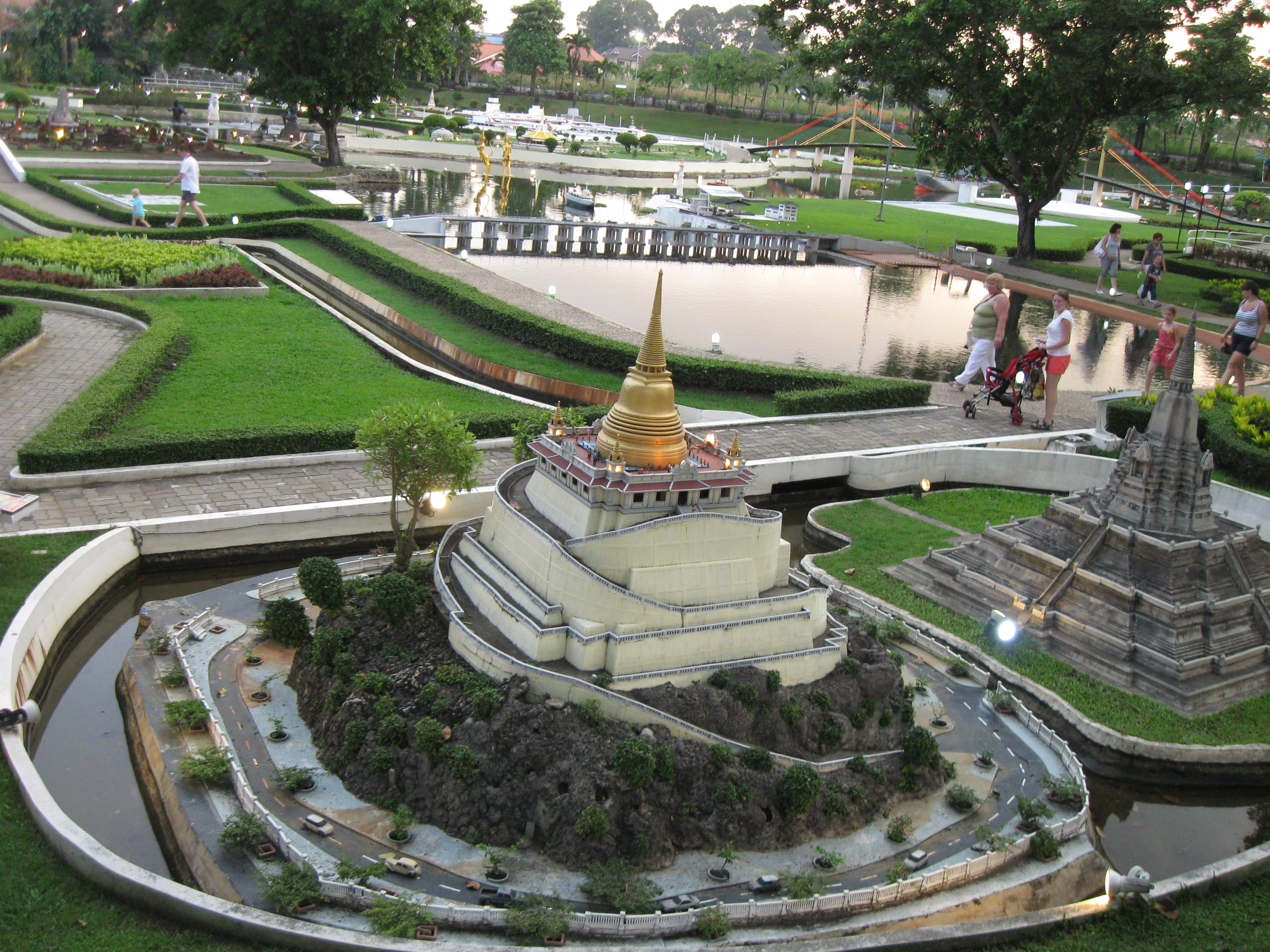
نمای پارک مینیاتوری مینی سیام، پاتایا - ۲۰۱۳

مینی سیام(به انگلیسی Mini Siam) یک پارک مینیاتوری واقع در مرکز شهر پاتایا است که شامل مجموعه ای از آثار باستانی کشورهای مختلف در شکل ماکت می‌باشد.ماکت بناهایی مانند: برج ایفل، برج پیزا، کاخ کرملین، تخت جمشید، طاق نصرت، طاق پیروزی و … با مقیاس ۱/۲۵ طراحی و ساخته شده‌اند که کنار هر کدام تابلو کوچکی در مورد تاریخچه، کشور و اطلاعات مهم آن توضیح داده شده است. قسمت اول ماکت‌ها مربوط به ابنیه‌های تاریخی تایلند می‌باشد و در قسمت دوم آثار تاریخی کشورهای دیگر قرار دارد.